# John Marshall (archeolog)
Sir John Hubert Marshall (19. března 1876, Chester – 17. srpna 1958, Guildford) byl britský archeolog, v lety 1902 až 1928 vedoucí badatel organizace Archaeological Survey of India (v překladu „Archeologický průzkum Indie“), která se zabývá výzkumem na poli indických památek. Byl též vedoucím vykopávek v archeologických oblastech Harappy a Mohendžo-dara, což jsou dvě nejrozsáhlejší dosud nalezená města harappské kultury.
Marshall vystudoval Cambridgeskou univerzitu. Celých dvanáct let strávil archeologickým průzkumem Takšašíly. Účastnil se též vykopávek na mnoha s buddhismem spojených místech jako je Sáňčí u Sarnáthu apod. V roce 1914 byl za své objevy povýšen do šlechtického stavu.